# 郡山市議会
郡山市議会（こおりやましぎかい）は、福島県郡山市に設置されている地方議会である。

## 概要

### 任期
4年

### 定数
38人

### 所在地
福島県郡山市朝日一丁目23-7
郡山市役所西庁舎7階

### 委員会
- 議会運営委員会
- 広聴広報委員会

#### 常任委員会
- 総務財政常任委員会
- 建設水道常任委員会
- 環境経済常任委員会
- 文教福祉常任委員会

#### 特別委員会
- 決算特別委員会
- ごみの減量化対策特別委員会

##### かつてあった特別委員会
- 議会活性化特別委員会
- 安全・安心なまちづくり特別委員会
- 郡山市産米の消費拡大に向けた特別委員会
- 旧豊田貯水池利活用特別委員会
- 議会改革特別委員会
- 人口減少社会対策特別委員会
- 公有資産活用検討特別委員会
- 災害復興対策特別委員会
- 東日本大震災及び台風15号水害対策特別委員会
- 東京電力福島第一原子力発電所事故放射能対策特別委員会

### 定例会
- 3月
- 6月
- 9月
- 12月

### 事務局
- 議会事務局
  - 総務議事課
    - 総務管理係
    - 政務調査係
    - 議事係

## 会派
| 会派名               | 議員数 | 所属党派     | 議員名（◎は代表者）                                                                                   | 女性議員数 | 女性議員の比率(%) |
| -------------------- | ------ | ------------ | --- | ---------- | ----------------- |
| 志翔会               | 11     | 自由民主党   | ◎近内利男 本田豊栄 大河原裕勝 薄井長広 伊藤典夫 加藤漢太 森合秀行 塩田義智 久野三男 佐藤政喜 大城宏之 | 0          | 0                 |
| 新政会               | 9      | 自由民主党   | ◎折笠正 冨樫賢太郎 遠藤利子 福田文子 會田一男 良田金次郎 栗原晃 廣田耕一 石川義和                     | 2          | 22.22             |
| 郡山市議会公明党     | 4      | 公明党       | ◎小島寛子 山根悟 但野光夫 田川正治                                                                    | 1          | 25                |
| 緑風会               | 4      | 無所属       | ◎諸越裕 池田義人 名木敬一 大木進                                                                      | 0          | 0                 |
| 自由民主党郡山市議団 | 3      | 自由民主党   | ◎佐藤栄作 村上晃一 三瓶宗盛                                                                           | 0          | 0                 |
| 日本共産党郡山市議団 | 2      | 日本共産党   | ◎岡田哲夫 遠藤隆                                                                                      | 0          | 0                 |
| 立憲民主党郡山       | 2      | 立憲民主党   | ◎八重樫小代子 飯塚裕一                                                                                | 1          | 50                |
| 無所属の会           | 1      | 無所属       | 箭内好彦                                                                                              | 0          | 0                 |
| 立憲民主党           | 1      | 立憲民主党   | 吉田公男                                                                                              | 0          | 0                 |
| れいわ虹の会         | 1      | れいわ新選組 | 古山唯                                                                                                | 1          | 100               |
| 計                   | 38     |              | | 5          | 13.15             |

## 議員報酬と諸手当
| 役職   | 報酬            | 政務活動費  |
| ------ | --------------- | ----------- |
| 議長   | 月額 68万5000円 | 月額 10万円 |
| 副議長 | 月額 63万8000円 | 月額 10万円 |
| 議員   | 月額 60万0000円 | 月額 10万円 |

※別途期末手当あり

## 定数の推移
「郡山市議会議員定数条例」によって定数が決められている。
- 2007年（平成19年）4月22日選挙 - 40人
- 2015年（平成27年）8月9日選挙 - 40人→38人

## 議会出身者

### 郡山町議会
- 佐藤伝兵衛（貴族院議員）
- 川口誠三郎（衆議院議員）

### 郡山市議会
- 根本祐太郎（貴族院議員・郡山町長）
- 橋本萬右衛門（貴族院議員）
- 菅家喜六（衆議院議員）
- 田中利勝（衆議院議員・参議院議員）
- 原孝吉（衆議院議員）
- 原正夫（14代目郡山市長）